# Pepsi-Cola (equip ciclista 1969)
L'equip Pepsi-Cola va ser un equip ciclista espanyol que competí professionalment el 1969 i estava dirigit per l'exciclista Salvador Botella.
No s'ha de confondre amb altres equips anomenats Pepsi-Cola.

## Principals resultats
- Gran Premi de Primavera: José Manuel Lasa (1969)
- Clàssica d'Ordizia: Miguel María Lasa (1969)

### A les grans voltes
- Volta a Espanya
  - 1 participació (1969)
  - 2 victòries d'etapa:
    - 2 el 1969: Ramon Sáez (2)

  - 0 classificació final:
  - 0 classificacions secundàries:

- Tour de França
  - 0 participacions

- Giro d'Itàlia
  - 0 participacions